# سوسات
سوسات (به فرانسوی: Sussat) یک کمون (فرانسه) در فرانسه است که در canton of Ébreuil واقع شده‌است. سوسات ۸ کیلومتر مربع مساحت دارد ۳۶۰ متر بالاتر از سطح دریا واقع شده‌است.